# 西班牙裔墨西哥人
西班牙裔墨西哥人，是指有墨西哥公民權本人或祖先血統是西班牙人的居民，西班牙人移民最早是在16世紀早期一直持續到現在。
最早的定居點是在1519年2月建立，是埃爾南·科爾特斯登陸尤卡坦半島的結果，伴隨著約11艘船，500人，13匹馬和少量大砲。1519年三月，科爾特斯正式宣稱該地土地為西班牙
王室土地。西班牙征服阿茲特克帝國後，墨西哥正式成為西班牙帝國一部分，當時是1521年。

## 西班牙人的到來
大量的西班牙移民在16世紀晚期來到，包括普通民眾，文盲，無地貴族，很多人來自安達盧西亞，在墨西哥中部和北部地區銀礦的發現使很多人成為礦場的主人。
而在19世紀墨西哥獨立後，仍有大量的西班牙人應總統波费里奥·迪亚斯的招募來到工作和生活。
在西班牙內戰期間，大量的新移民來了。超過100000名西班牙難民在這個時代於墨西哥定居。一些移民在西班牙內戰後回國，但更多的留在墨西哥。由於2008年金融危機和在西班牙所產生的經濟衰退和高失業率，許多西班牙人已經移民到墨西哥尋求新的機會。在2012年最後一個季度中，7,630個西班牙人被授予了一些工作許可。
在這些人中出身阿斯圖里亞斯人佔多數，還有約12,000加泰羅尼亞出身的分布全國各地，也有8500個巴斯克人，6000個加利西亞人，和1600個加納利群島生活在墨西哥。

## 語言
西班牙語大約在500年前被帶到墨西哥，是墨西哥城作為新西班牙的殖民統治核心的結果。城市人口多說西班牙語，但首都仍有很多人說納瓦特爾語。但在幾代後說西班牙語人口佔多數，但夾雜一些納瓦特爾語詞彙，成為一種獨特的西班牙語方言。

## 鬥牛
鬥牛是在16世紀第一批西班牙人抵達墨西哥時帶來的，記錄中墨西哥第一次鬥牛活動是在1526年6月26日，科爾特斯剛從洪都拉斯回來。鬥牛表演成了墨西哥各地各種公民，社會和宗教慶祝活動的一部分。今天，在墨西哥有約220永久性的鬥牛場，最大鬥牛場是在1946年於墨西哥城建立，可容納48000人